# رابین کارتر
رابین کارتر (انگلیسی: Rubin Carter; ۶ مهٔ ۱۹۳۷ – ۲۰ آوریل ۲۰۱۴) بوکسور اهل ایالات متحده آمریکا بود. روبین کارتتر سالهای بسیاری از زندگی خود بیگناه در زندان سپری و بعد از ۲۰ سال از زندان آزاد شد. فیلم طوفان با بازی دنزل واشینگتن برگرفته از زندگی واقعی روبین کارتر است.